# Bhinneka Tunggal Ika
Bhinneka Tunggal Ika est la devise nationale de la république d'Indonésie. On la traduit habituellement par « unité dans la diversité ». En réalité, elle signifie en vieux-javanais : « (Bien que) divisée, elle est une ».
Cette phrase provient d'un kakawin ou poème en kawi (vieux-javanais), le Sutasoma, écrit au XIVe siècle par le poète de cour Mpu Tantular du royaume javanais de Majapahit, à l'époque du roi Rājasanagara, plus connu sous le nom de Hayam Wuruk. Ce poème prône la tolérance entre les adeptes des cultes bouddhique et shivaïte, tous deux présents dans le royaume. La devise vient du quatrain suivant :
- Rwāneka dhātu winuwus Buddha Wiswa
- Bhinnêki rakwa ring apan kena parwanosen
- Mangka ng Jinatwa kalawan Śiwatatwa tunggal
- Bhinnêka tunggal ika tan hana dharma mangrwa.

qui se traduit par :
- « Bouddha et Shiva sont deux principes différents.
- Ils sont en effet différents, mais comment peut-on le reconnaître ?
- Parce que la vérité du Jina (Bouddha) et de Shiva est une
- Bien que divisée, elle est une et il n'y a pas de confusion dans la vérité. »

Ce poème atteste d'une réalité religieuse qui justifie le qualificatif d'« hindou-bouddhique » que les historiens appliquent à une période dont les témoins sont les temples aussi bien shivaïtes que bouddhiques construits entre les Ve et XVe siècles à Java et Sumatra.
1. ↑  E. Ann Black et Gary F. Bell, Law and Legal Institutions of Asia: Traditions, Adaptations and Innovations, Cambridge University Press, New York, 2011, p. 262